# Combee Settlement
Combee Settlement és una concentració de població designada pel cens dels Estats Units a l'estat de Florida. Segons el cens del 2000 tenia 5.436 habitants.

## Demografia
Segons el cens del 2000, Combee Settlement tenia 5.436 habitants, 2.193 habitatges, i 1.429 famílies. La densitat de població era de 990 habitants per km².
Dels 2.193 habitatges en un 28,5% hi vivien nens de menys de 18 anys, en un 45,2% hi vivien parelles casades, en un 13,8% dones solteres, i en un 34,8% no eren unitats familiars. En el 26,8% dels habitatges hi vivien persones soles el 9,7% de les quals corresponia a persones de 65 anys o més que vivien soles. El nombre mitjà de persones vivint en cada habitatge era de 2,48 i el nombre mitjà de persones que vivien en cada família era de 2,97.
Per edats la població es repartia de la següent manera: un 24,6% tenia menys de 18 anys, un 8,8% entre 18 i 24, un 29,8% entre 25 i 44, un 23,4% de 45 a 60 i un 13,4% 65 anys o més.
L'edat mediana era de 36 anys. Per cada 100 dones de 18 o més anys hi havia 97,7 homes.
La renda mediana per habitatge era de 30.923 $ i la renda mediana per família de 35.532 $. Els homes tenien una renda mediana de 26.523 $ mentre que les dones 21.267 $. La renda per capita de la població era de 14.461 $. Entorn del 14,4% de les famílies i el 19,5% de la població estaven per davall del llindar de pobresa.

## Poblacions més properes
El següent diagrama mostra les poblacions més properes.